# Yaoi

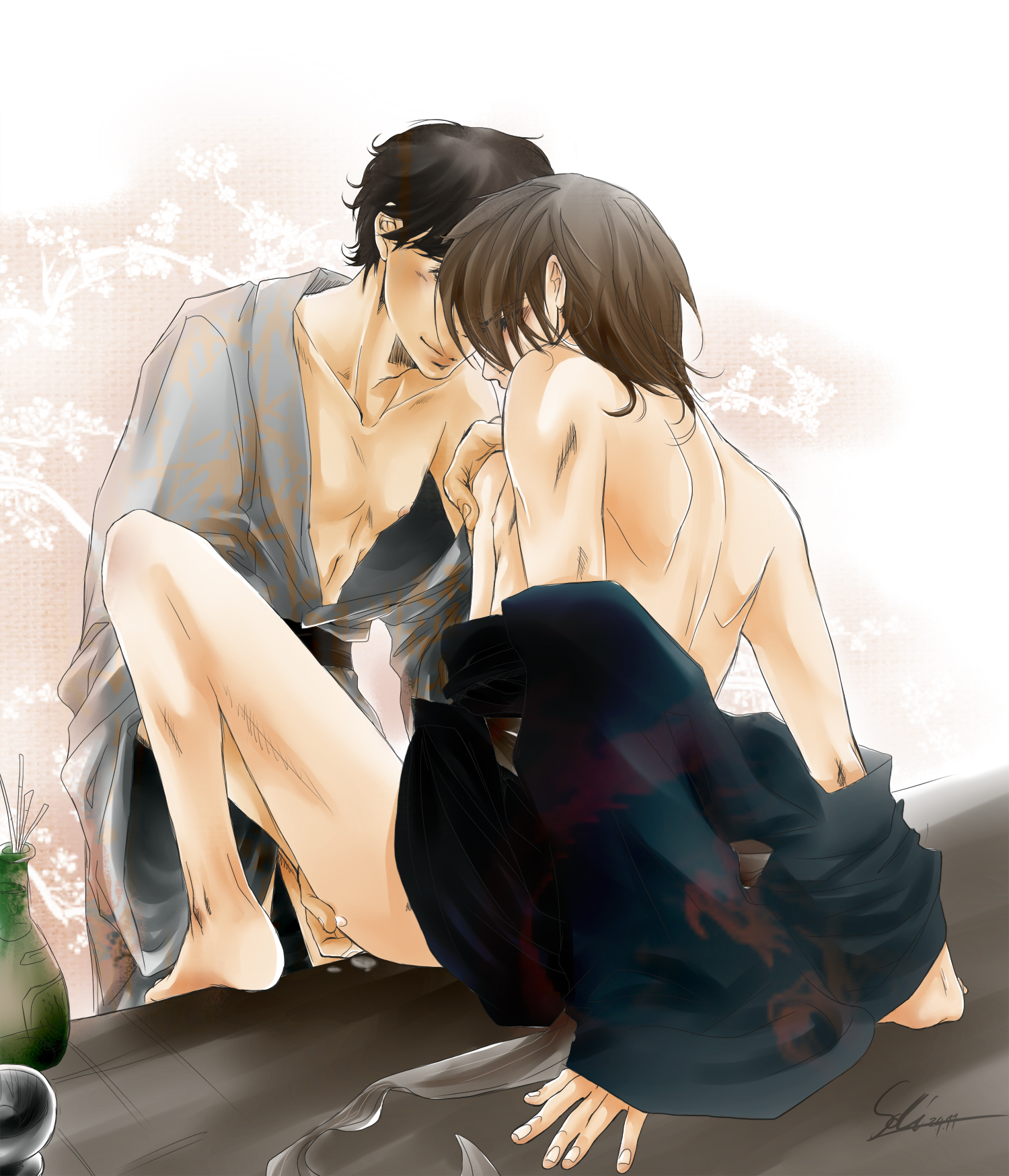
Beispiel eines Einzelbildes mit Yaoi-Motiv

Yaoi (jap. やおい) ist eine alternative Bezeichnung für Boys Love, ein Genre von Mangas, Animes und Fanfictions, das homosexuelle Beziehungen zwischen männlichen Protagonisten mit expliziten erotischen Darstellungen zum Thema hat. In und auch außerhalb Japans wurde und wird Yaoi auch als alternativer Oberbegriff für das Genre an Stelle von Boys Love verwendet. Meist bezeichnet es aber vor allem erotische Fan-Werke. Es wird überwiegend von Frauen geschrieben und gelesen 
Das Verständnis, das sich in der westlichen Fanszene entwickelt hat, grenzt Yaoi von Shōnen Ai ab, wo der Fokus statt auf Erotik auf der Entwicklung der romantischen Beziehung liegt.

## Yaoi in Japan
Der Begriff Yaoi ist ein Akronym für den japanischen Ausdruck „yamanashi ochinashi iminashi“ (山無し 落無し 意味無し), was auf Deutsch so viel heißt wie „ohne [erzählerischen] Höhepunkt, ohne Pointe bzw. Auflösung, ohne tiefere Bedeutung“. Mit der Bezeichnung wurden von Fans selbst veröffentlichte Comics versehen, Dōjinshi. Viele Yaoi-Autoren hegen nicht den Anspruch, einen tragenden Plot aufzubauen oder die Entwicklung der Charaktere aufzuzeigen. Im Vordergrund steht genretypisch die Darstellung von homoerotischen Liebesbeziehungen sowie expliziter sexueller Handlungen. Aufgrund der ursprünglichen Wortherkunft kann der Begriff in Japan aber auch grundsätzlich für meist parodistische, in der Regel pornografische Geschichten stehen, die keine eigene Idee haben, sondern vom Kopieren bekannter Figuren und der Nachahmung anderer Werke leben. Diese Bedeutung ist nicht genregebunden. Seit den 1980er Jahren aber ist die engere Bedeutung von Geschichten über homosexuelle Liebesgeschichten etablierter. Die Bedeutung des Worts steht in Verbindung mit Ani-paro, der Bezeichnung für Parodien von Animationsserien, wie sie Dōjinshi oft sind, und Yaoi kann als pornografische Untermenge dieser Ani-paro bzw. später nur deren männlich-gleichgeschlechtlich-pornografischer Teil gesehen werden. Zugleich wird Yaoi aber inzwischen auch für Dōjinshi verwendet, die nicht auf anderen bekannten Werken aufbauen, sondern mit eigenen Figuren der Autorin homosexuelle Liebesgeschichten erzählen.
Der Begriff wurde in den späten 1970er Jahren von den Manga-Zeichnerinnen Yasuko Sakata und Akiko Hatsu geprägt. Für die früheste Verwendung wird das Jahr 1975 angegeben. Kubota Mitsuyoshi sagt, dass Osamu Tezuka „yama nashi, ochi nashi, imi nashi“ benutzte, um schlechte Mangas abzutun, und dass dies von den frühen Yaoi-Autoren übernommen wurde. In Japan wird der Begriff Yaoi gelegentlich als „801“ geschrieben, was als Yaoi gelesen werden kann: Die Kurzform der Zahl Acht ist „ya“, die Null kann als „o“ gelesen werden, während die Kurzform für Eins „i“ ist. In der Szene gibt es für Yaoi auch scherzhaft die Alternativbedeutung yamete, oshiri ga itai – „Hör auf, mein Hintern tut weh!“.
Die Unterschiede in inhaltlicher Ausgestaltung und Stil sind stark ausgeprägt. Auch wenn ausgesprochen individualistische Stile selten sind, so Björn-Ole Kamm, ist eine große Bandbreite an Stilen zu beobachten. Inhaltlich reichen die Geschichten von kurzen erotischen Szenen mit Lieblingscharakteren aus bekannten Serien über eigene, neue Erzählungen mit diesen Figuren bis zu komplett neuen Geschichten mit beispielsweise Prominenten als Protagonisten. Bei den Protagonisten der Yaoi-Geschichten handelt es sich meistens um den Lesern bereits bekannte männliche Figuren aus Film, Fernsehen oder der Literatur, deren Beziehung zueinander durch die Yaoi-Autoren als homoerotisch interpretiert wird. Insbesondere Shōnen-Serien, also solche, die sich an jugendliche und junge Männer richten, aus Magazinen wie dem Shōnen Jump sind beliebter Gegenstand von Yaoi-Parodien. Den beiden Figuren wird dabei in der Regel eine aktive (seme) und eine passive (uke) Rolle in der Beziehung zugewiesen. Diese Paarbildung wird als kappuringu (coupling) bezeichnet. Welchem Charakter welche Rolle zufällt, ist subjektiv, je nach Fan verschieden und kann Gegenstand von Fan-Diskursen sein. Die Perspektive oder der „Blick“ auf männliche Protagonisten oder sogar auf männliche Personen in der eigenen Umgebung, mit dem Fans solche Paare konstruieren, wird auch Yaoi-Me (‚Yaoi-Auge‘) oder Yaoi-Megane (‚Yaoi-Brille‘) genannt.
Bei vielen Fan-Veranstaltungen, auf denen Dōjinshi verkauft werden, machen Yaoi-Geschichten einen erheblichen Anteil aus. Yaoi-Manga werden überwiegend von jüngeren Frauen gezeichnet und gelesen, die sich teilweise selbstironisch als Fujoshi (腐女子, dt. „verdorbene Mädchen“) – ein Wortspiel mit dem homophonen Fujoshi (婦女子, dt. „Frau“) – bezeichnen. Romane des Genres finden auch bei einem älteren Publikum Zuspruch. Für diese „gereiften“ Fujoshi hat sich die Bezeichnung Kifujin (貴腐人, wörtlich: „edler, verdorbener Mensch“) – ein Wortspiel mit dem homophonen Kifujin (貴婦人, dt. „edle Dame“) – eingebürgert. Männliche Leser von Yaoi nennen sich analog Fudanshi (腐男子, „verdorbene Jungs“).
Der in Japan geläufigen Definition nach zählen ausschließlich Sekundärwerke wie Dōjinshi oder Fanfiction zu dem Genre Yaoi. Veröffentlichungen kommerzieller Verlage laufen unter dem pseudoenglischen Pendant Boys’ Love (ボーイズラブ, bōizu rabu), oft abgekürzt als BL (japanisch ausgesprochen bi eru). Im allgemeinen Sprachgebrauch lassen sich jedoch sowohl BL als auch Yaoi als Oberbegriff für das gesamte Genre (Sekundär- und kommerzielle Werke) finden, wobei ältere Sprecher zu Yaoi tendieren.

## Yaoi in westlichen Ländern

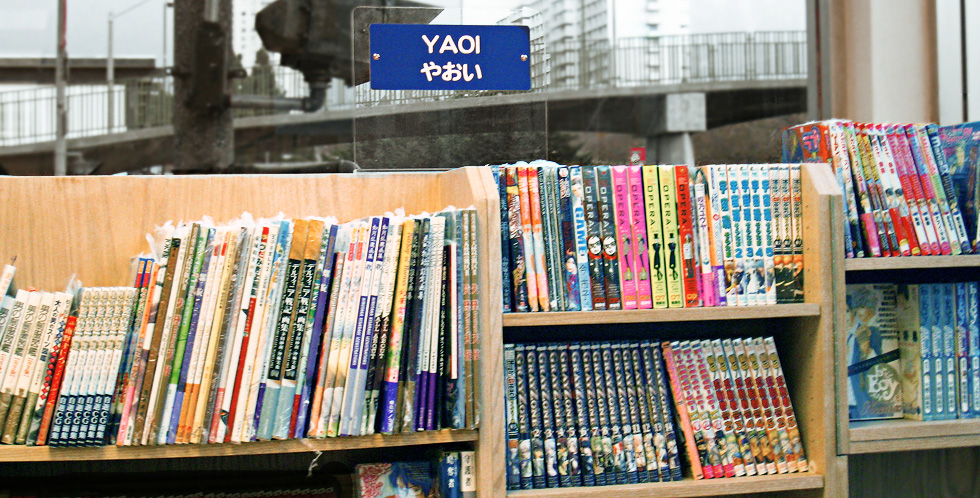
Bücherregal mit Yaoi-Bänden in einem japanischen Buchladen in San Francisco.

Stellenweise fungiert Yaoi in westlichen Ländern als Oberbegriff für jegliche Anime und Manga, sowie Fanfiction und Fan-Art, die sich mit romantischer, homosexueller Liebe auseinandersetzen. Zeitweise hat sich in westlichen Ländern eine Grenzziehung zwischen Yaoi-Geschichten, die vordergründig explizite Erotik zum Thema haben und Shōnen Ai mit Fokus auf Romantik etabliert, so auch im deutschsprachigen Raum.
Ein dem japanischen Yaoi ähnliches Genre besteht im Westen bereits seit den 1970er Jahren: Slash-Fiction sind Fan-Werke, die sich wie Yaoi in der japanischen Dōjinshi-Kultur gleichgeschlechtlichen Paarungen von männlichen Figuren aus der Popkultur widmen. Beide Fankulturen wissen umeinander und es finden Überschneidungen und gemeinsame Veranstaltungen statt.